# Personaggi di Gravitation
Gravitation (グラビテーション?, Gurabitēshon) è in origine una serie manga a tema yaoi di Maki Murakami da cui è stato successivamente tratto un anime, diretto da Bob Shirohata (nessuna puntata è mai stata trasmessa in Italia). È stato inoltre preceduto da un OAV in due episodi nel 1999 chiamato "Lyrics of Love".
Gravitation narra la storia di un gruppo di giovani all'incirca sui vent'anni che intraprendono la carriera musicale formando una band, i "Bad Luck". Il protagonista è il cantante di tale band che si innamora di uno scrittore già molto famoso, Yuki Eiri.

## Protagonisti

### Shuichi Shindou
Professione: voce solista e compositore dei "Bad Luck"
Età: 19
Sesso: Maschile
Altezza: 1.65 metri
Peso: 51 kg
Gruppo Sanguigno: A
Compleanno: 19 aprile
Un giovane cantante che, insieme al suo amico Nakano Hiroshi, ha creato la band J-pop "Bad Luck".
Un po' ingenuo (sempre perduto all'interno del suo mondo visionario e fantasioso) è un autentico mostro d'energia e possiede una volontà inscalfibile. O quasi. Ammira Ryuichi fino al punto d'aver lo stesso taglio di capelli ed usar lo stesso tipo di shampoo. La sua carriera prenderà una brusca svolta nell'attimo in cui i suoi testi verranno letti e valutati criticamente da Yuki: da questo momento in poi le priorità di Shuichi saranno messe alla prova dei fatti, seguendo il suo desiderio di perseguir il successo nella musica pop oppure dare pieno ascolto ai suoi più reconditi sentimenti. Si lascerà trasportare all'interno d'un caotico rapporto simbiotico con Yuki, proprio mentre in parallelo la sua carriera artistica sembra decollare, avendo firmato per la 1ª volta un contratto da professionista. Solo lo scrittore è in grado di generar variazioni tanto vistose nell'umore e nel comportamento del ragazzo, di sua natura sorridente e gioviale, gaio.
Assume la parte dell'uke innocente ed emotivo (soggiogato letteralmente dai suoi sbalzi d'umore), al punto che la qualità della sua voce viene influenzata dal rapporto che intrattiene con Yuki; molto sensibile piange o ride per delle sciocchezze. Ma le relazioni romantiche non sono poi così facili da vivere, soprattutto quando fuori dal comune. Anche se molte forze cercano di spingerli lontano l'un dall'altro, un potere irresistibile tuttavia contribuisce a che siano sempre attratti, quasi come una forza di gravità. Niente e nessuno gli farà mai cambiare idea: lui vuole stare assieme a Yuki.
Quando si convince che Yuki preferisce in definitiva le ragazze, si veste con un abitino da scolaretta ala lolicon, tentando di piacergli.

### Yuki Eiri (Eiri Uesugi)
Professione: Scrittore novellista
Età: 22
Sesso: Maschile
Altezza: 1.86 metri
Peso: 74 kg
Gruppo sanguigno: AB
Compleanno: 23 febbraio
Yuki Eiri (nome d'arte di Uesugi Eiri) già famoso scrittore, nonostante la sua ancor giovane età, di romanzi e novelle (oltre che di storie yaoi) di genere rosa. Molto letto ed amato dal pubblico femminile, che adora tutti i suoi libri, e per l'alone di mistero che sembra circondarlo. Le strade di Yuki e di Shuichi si incrociano per puro caso, quando una sera in un parco Yuki legge i testi delle canzoni del cantante, che aveva perduto. Sembra nasconder dentro di sé un passato oscuro avvolto nella nebbia, da cui cerca inutilmente di fuggire, ma che vedremo dipanarsi solo un po' alla volta lungo il corso degli eventi, giungendo a scoprir anche la parte preponderante che avrà Shuichi in tutto questo.
Freddo, solitario e scostante, caratteristiche che però non impediscono affatto a Shuichi d'esserne follemente innamorato.
Ha degli occhi di ghiaccio che sembrano capaci di tutto, anche d'uccidere. Il suo carattere è diventato duro e spigoloso perché ha represso i suoi sentimenti per anni, e le emozioni che s'affacciano di colpo ora alla presenza di Shuichi un po' lo confondono. Possiede inoltre un umorismo sarcastico e molta poca pazienza. Anche se spesso irritante nei suoi confronti sembra attribuire reale importanza al benessere del suo giovane amante: si precipita difatti nella casa assediata dai paparazzi per portar in salvo Shuichi rimasto intrappolato all'interno e spontaneamente confessa davanti alle telecamere che, sì, sono amanti. Anche se spesso si lamenta della presenza invasiva di Shuichi, quando questi si trasferisce provvisoriamente a New York dopo l'ennesima incomprensione, Yuki lo insegue e gli chiede di ritornare da lui: in sintesi, nonostante le apparenze è Yuki ad aver maggior necessità e bisogno della presenza di qualcuno al suo fianco. Successivamente sarà proprio Shuichi a salvarlo da un tentativo di suicidio quando si rifugia a New York in un vecchio edificio abbandonato.
Odia il padre, il quale a sua volta lo disprezza per la sua letteratura; a causa dei suoi molteplici interessi fin da giovane venne aspramente criticato dalla famiglia. Cinico in apparenza, sembra creder che tutto il mondo sia cattivo e la gente interessata solo a ciò che gli porti un qualche immediato vantaggio. In passato si verificò una tragedia che lasciò un segno durevole nel suo animo; cercherà di nasconder la sua passata esperienza sgradevole e traumatica, ma il suo tentativo di seppellirne il ricordo è sempre stato fino ad allora un fallimento totale e si rende conto maggiormente di ciò quando conosce Shuichi: da allora la sua vita assumerà un colore diverso.
Quand'era ancora un ragazzo del liceo s'innamorò del suo tutor, il quale però un giorno, ubriaco, tentò d'abusare di lui. Yuki sparò per legittima difesa e ne prese il nome. Anche dopo molti anni risulta assai difficile per lui accettare questo fatto, di cui s'incolpa senza pietà ("sono Stato io che l'ho incoraggiato"): continua ad aver sintomi psicosomatici relativi a questa vicenda ed occasionalmente ha pensieri suicidi.
Impersona la parte del seme nella sua relazione con Shuichi.

### Sakuma Ryuichi
Professione: Cantante dei "Nittle Grasper"
Età: 31
Sesso: Maschile
Altezza: 1.65 metri
Peso: 53 kg
Gruppo sanguigno: B
Compleanno: 1º aprile
Leader e voce di un gruppo musicale molto famoso, i "Nittle Grasper", ha lasciato il gruppo per avviar una carriera di solista negli USA; ma al suo ritorno il gruppo si riunisce diventando il principale rivale dei Bad Luck.
Egli è l'idolo di molti ragazzi e ragazze amanti della musica: la sua voce sembra aver difatti qualcosa di magico, quando si trova sul palco è impareggiabile.
Ryuichi sembra però anche avere la mente di un bambino (ama il divertimento più frivolo, coccola il suo coniglietto rosa), difatti gioca e scherza arrivando a prender in giro la vita stessa, ma è capace di cambiar repentinamente quando la situazione lo richiede, diventando in tal occasioni molto più maturo del solito, ed assumendo pose sexy (questo soprattutto quando sale sul palco per cantare). La sua amicizia con Shuichi farà intraprendere ai due una grande esperienza nel campo della loro carriera. Si porta appresso ovunque vada un peluche rosa forma di coniglietto, chiamato Kumagoro, che sembra avere una personalità tutta sua, più o meno (al suo interno contiene un dispositivo di tracciamento ed una fotocamera impiantata nel suo occhio sinistro).
Ha una notevole somiglianza fisica con Shuichi nonostante la differenza d'età.
Nel manga lancia una sfida musicale a Shuichi, che spera egli possa vincere; egli difatti desidera lasciare il mondo della musica per diventar attore ad Hollywood, ma questo non prima d'aver lasciato dietro di sé qualcuno che possa degnamente prenderne il posto: per Ryuichi Shuichi potrebbe anche esser questa persona.

### Fujisaki Suguru
Professione: Tastierista dei "Bad Luck"
Età: 16
Sesso: Maschile
Altezza: 1.60 metri
Peso: sconosciuto
Gruppo sanguigno: A
Compleanno: 6 luglio
Viene introdotto nel gruppo da un certo momento in poi, come sostituto di Norika; è ambizioso e determinato e nonostante la sua giovinezza si dimostra talentuoso quanto basta per partecipare come protagonista all'ascesa della band. Suguru sa di essere in gamba e non manca certo di farlo notare, appena se ne presenti l'occasione, ma soprattutto quando se ne può guadagnare qualcosa. I suoi piani di gloria lo rendono in questo modo del tutto simile a Tohma, il presidente dell'etichetta discografica NG Records e produttore dei Bad Luck.
Infatti nell'episodio in cui verrà presentato, Tohma svela alla band e a Sakano che Fujisaki è in realtà suo cugino.
È sempre molto gentile ma esasperato dalla buffonate di Shuichi; suo più grande sogno è quello di emulare il cugino, ma per superarlo. Si dimostra il più serio e coerente di tutta la band e si arrabbia ogni qual volta gli altri non vanno in sala prove.

### Seguchi Tohma
Seguchi TohmaProfessione: Presidente della NG Records
Età: 32
Sesso: Maschile
Altezza: 1.75 metri
Peso: 55 kg
Gruppo sanguigno: B
Compleanno: 20 novembre
Tohma è a capo della casa discografica dei Bad Luck. In passato non ha mancato di contraddistinguersi grazie al suo talento con il sintetizzatore, che suonava nello stesso gruppo "Nittle Grasper" assieme a Ryuichi come voce e a Noriko come seconda tastiera. Dietro il suo volto accogliente ed affabile si trova una mente fredda e a volte manipolativa che può nascondere le sue vere intenzioni, ma questo suo carattere calcolatore gli ha comunque permesso (almeno fino ad oggi) di ottenere grandi vantaggi nei contratti discografici da lui stipulati; anche se questo può a volte penalizzare le richieste delle band. Ha un carattere oscuro e complesso, capace di distruggere senza il benché minimo scrupolo tutti quelli che lo minaccino o intralcino.
Si verrà in seguito a sapere che Tohma e Yuki sono legati da un profondo legame fatto di sommo rispetto ed amicizia: come si vedrà sono molti ed importanti i motivi che legano i due, fin dai tempi dell'infanzia. È stato testimone della terribile tragedia che ha sconvolto la vita dell'amico scrittore.
È sposato con Mika, sorella maggiore di Yuki.

### Hiroshi Nakano (Hiro)
Professione: Chitarrista dei Bad Luck
Età: 19
Sesso: Maschile
Altezza: 1.78 metri
Peso: 62 kg
Gruppo sanguigno: B
Compleanno: 4 agosto
Detto Hiro. Di carattere tranquillo, razionale e prudente, con un perfetto autocontrollo spesso sarà di aiuto a Shuichi ed anche al freddo Yuki (è colui che meglio riesce a comprender i loro alti e bassi). Rappresenta la voce della ragione riflessiva. Amico di Shuichi fin dai tempi della scuola gli è estremamente fedele, ed il suo rapporto con lui può esser veduto come modello d'amore ed amicizia: in grado di lottar con le unghie e con i denti per proteggerlo, arrivando a volte perfino a scontrarsi con Yuki a causa del suo comportamento scostante nei confronti del ragazzo. La sua storia e il suo carattere si dipanano a poco a poco nella storia.
Suona la chitarra, anche se per un attimo aveva pensato d'abbandonar la musica per studiar medicina. È particolarmente intelligente, è stato difatti il miglior allievo del suo liceo. È innamorato di Ayaka, l'ex fidanzata di Yuki.

### Ukai Noriko
Professione: Tastierista dei Nittle Grasper
Età: 28
Sesso: Femminile
Altezza: 1.60 metri
Peso: 48 kg
Gruppo sanguigno: 0
Compleanno: 5 agosto
È una ragazza estroversa, piena di energie e abilissima nel suo mestiere. Faceva parte dei "Nittle Grasper" a fianco di Tohma. Ha fatto anche parte per un breve periodo dei Bad Luck sotto richiesta di Tohma. Dinamica ed esigente, è molto protettiva ed interpreta il ruolo di sorella maggiore nei confronti di Ryuichi, che rimprovera spesso per il suo comportamento da bambino iperattivo
Conosce anche K, l'ex-manager di Ryuichi, e il loro rapporto è un po' burrascoso. Suo più gran desiderio è quello che, magari, un giorno i Nittle Grasper possano riunirsi e suonare di nuovo insieme.

## Altri personaggi

### Mika
Sorella maggiore di Yuki e moglie di Tohma. Fredda bellezza del tutto simile al ghiaccio polare, è un po' manipolativa ed in questo assomiglia molto al marito. S'impegna costantemente per cercare d'ottenere la felicità del fratello, anche se con questo danneggia altre persone. All'inizio non approva per nulla il rapporto che Shuichi intrattiene col fratello, ma quando si rende conto che Yuki è veramente innamorato del ragazzo lo incoraggia a dichiararsi.

### K (Claude Winchester)
K (Claude Winchester) Professione: Manager
Età: 36
Sesso: Maschile
Altezza: 1.91 metri
Peso: sconosciuto
Gruppo sanguigno: B
Compleanno: 21 agosto
Claude Winchester in arte K, statunitense, è stato il manager di Ryuichi al tempo dei "Nittle Grasper" e presto farà la sua entrata come manager a tempo pieno anche per i Bad Luck. Eccentrico, grintoso e con la fissa per tutto ciò che può avere un calcio e un calibro (per tutti i tipi di fucili ed esplosivi), sembra più un agente segreto o un esperto militare. Nel manga conosceremo anche la sua famiglia, mentre nell'anime viene dato più spazio alla sua "gestione" molto "funzionale" della band.

### Sakano
Professione: Produttore dei Bad Luck
Età: 29
Sesso: Maschile
Altezza: 1.75 metri
Peso: 62 kg
Gruppo sanguigno: A
Compleanno: 19 settembre
Produttore (in precedenza loro manager) dei "Bad Luck", alle dipendenze di Tohma Seguchi. Oberato di lavoro e molto stressato, impiega tutte le sue forze per cercar di trasformare i Bad Luck in una band commercialmente vincente. Ma il suo percorso subirà parecchi sballottamenti e la sua abilità sarà messa a dura prova, fino alla fine.
Ammira oltre ogni dire Tohma ed anela ad esser il suo braccio destro.

### Usami Ayaka
Professione: Studentessa
Età: 17
Sesso: Femminile
Altezza: 156 cm
Gruppo sanguigno: A
Compleanno: 6 giugno
Ultima discendente d'una nobile famiglia. Promessa a Yuki (anche se l'impegno è stato stilato a suo tempo solo dai loro padri) quando viene a saper del suo rapporto con Shuichi cerca di mettersi in mezzo per rovinarlo. Ma quando conoscerà Hiro riuscirà finalmente a rinunziar a Yuki. In un connubio di irrazionalità e razionalità Ayaka saprà cambiare le sorti di molte delle persone che incrocerà nel suo cammino.

### Tatsuha Uesugi
Professione: Studente
Età: 16
Sesso: Maschile
Altezza: 1,80 metri
Peso: 67 kg
Gruppo sanguigno: AB
Compleanno: 21 dicembre
Tatshua è il fratello minore di Yuki. È un fan sfegatato dei "Nittle Grasper", in particolar modo di Ryuichi: condivide la sua passione per la musica j-pop con Shuichi e gli sarà di grande aiuto per non fargli rinunziar alla sua relazione con Yuki. La sua caratteristica più importante è ch'è praticamente identico al fratello, fatta eccezione per il color degli occhi e dei capelli (nel manga si suppone abbia anche la stessa voce). Probabile successore dell'impresa di famiglia, anche se il padre non ha ancora rinunciato a sperar d'ottener da Yuki il suo ritorno a casa per accettar le responsabilità di figlio primogenito

### Aizawa Taki (alias Tacchi)
Professione: leader della band ASK
Età: 22
Sesso: Maschile
Altezza: 1,75 metri
Gruppo sanguigno: A
Compleanno: 1º giugno
Aizawa è il leader degli "ASK" una band j-pop che si troverà a rivaleggiare con i "Bad Luck". Taki è pronto a tutto pur di poter scalare le vette del successo, è il "cattivo" della situazione, egocentrico e machiavellico, è una vera "prima donna". Gli altri membri degli "ASK" sono Ma-kun e Ken-Chan.

### Yuki Kitazawa
Insegnante privato di Yuki quando questi viveva a New York. Ingaggiato da Tohma per prendersi cura di lui. Era uno scrittore ed è colui che ha instillato nel giovane la passione nei confronti della letteratura; diventarono buoni amici fino a che l'alcolismo non causò la fine della loro relazione. Questo personaggio è già morto all'inizio della storia, veniamo a sapere di lui solo attraverso i ricordi di Yuki.

### Maiko Shindou
Sorella diciassettenne di Shuichi, non appare nella versione animata ma solo nel manga. Fan dei romanzi di Yuki, supporta la carriera del fratello ed è sempre pronta a farsi in quattro per aiutarlo.